# 霍尼韋爾峰
80°31′S 29°8′W / 80.517°S 29.133°W
霍尼韋爾峰（英語：Honnywill Peak）是南極洲的山峰，位於科茨地，處於威廉斯嶺東南面，屬於沙克爾頓山脈的一部分，海拔高度1,220米，在1957年由英聯邦探險隊繪入地圖，現時由南極條約體系管理。